# Francisco Higino Carneiro
Francisco Higino Carneiro (Libolo–Calulo, Kwanza-Sud, 8 de juliol de 1955) és un polític i militar angolès, que en 2008 fou nomenat governador de la província de Luanda. Graduat a l'Acadèmia Militar de Frunze, va ser junt amb els seus companys "alts generals" João Maria de Sousa, Hélder Vieira Dias, Roberto Leal Monteiro, i Kundi Paihama, va ser un dels caps militars que ocuparen càrrecs ministerials per al Moviment Popular per l'Alliberament d'Angola, el partit polític que ha governat Angola des que va obtenir la seva independència de Portugal en 1975.
Carneiro va formar part de la llista nacional del MPLA en les eleccions parlamentàries de setembre de 2008. El MPLA va guanyar per una aclaparadora majoria a l'Assemblea Nacional.